# Autoroute A7 (Pays-Bas)
Pour les articles homonymes, voir Autoroute A7.
L'autoroute néerlandaise A7 est une autoroute des Pays-Bas qui relie Zaandam à Bad Nieuweschans, près de la frontière allemande, en passant sur l'Afsluitdijk. Elle appartient entièrement à la route européenne 22, à l'exception du kilomètre le plus occidental, entre son extrémité ouest et l'échangeur de Zaandam. Avec une longueur de 236 km, elle est l'autoroute la plus longue du pays.

## Interruptions sur le trajet
L'autoroute est interrompue à deux reprises :
- autour de Sneek, l'autoroute est « rétrogradée » sur plusieurs kilomètres, car ses intersections à niveau ont été remplacées par des carrefours dénivelés entre 2008 et 2010 ;
- autour de Groningue, elle est rétrogradée sur plusieurs kilomètres, à cause de l'intersection à niveau avec l'A28 et de l'alignement de la route à travers la ville.

Dans les deux cas cités ci-dessus, l'A7 est nommée N7. En néerlandais, le groupement de ces deux derniers est appelé le Rijksweg 7.